# Taraxacum uncidentatum
Taraxacum uncidentatum — вид квіткових рослин з родини айстрових (Asteraceae). Вид зростає в Європі: Австрія, Німеччина, Чехія, Фінляндія, Польща; це багаторічна рослина помірних біомів.
Рослина ≈ 30 см заввишки. Листки випростані, сіро-зелені, злегка запушені; черешок і частини середньої жилки, особливо внутрішніх листків, інтенсивно-червоно-фіолетові, черешок крилатий; зовнішні листки частково із зеленими черешками і широко крилаті; пари бічних часток листа дуже численні, 7–9, широко трикутні, поступово звужені, кінчик загнутий, верхній край з поодинокими міцними зубцями; Кінцеві частки листа широко трикутні, краї іноді надрізані. Обгортка оливково-зелена. Зовнішні приквітки зверху світло-сіро-зелені, відігнуті, 5–6 мм завширшки, без країв.